# أدب بوليسي
الأدب البوليسي أو الأدب الجنائي هو قصة أو رواية قوامها اكتشاف رجل من رجال البوليس أو التحرّي جريمة تبدو وكأنها «كاملة». وفي هذا النوع من القصة أو الرواية يتقدم المؤلف نحو «الحلّ» بطريقة مشوِّقة تثير فضول القارئ، وتحبس أنفاسه وتستثير مَلَكَة حلّ الألغاز عنده. يُعتبر إدغار آلان بو مؤسس القصة البوليسية وذلك بقصّته «جرائم شارع مورغ» The Murders in the Rue Morgue (عام 1841)، ثم قصة (لغز ماري روجيه). وبرز في المملكة المتحدة تشارلز ديكنز في عام 1852 بروايته (البيت الكئيب)، وبدأ يظهر مايسمى بأدب الجريمة. ويُعتبر السير آرثر كونان دويل وويلكي كولينز، أجاثا كريستي وجورج سيمنون، مارجرين ألينغهام وجاك فولتير من أبرز أعلامها.
تطور الأدب البوليسي ودخلته شخصيات جديدة، وأنماط جديدة في كتابة الأدب البوليسي حيث انبثق من عبائته روايات الجاسوسية التي غذتها أحداث القرن العشرين، مثل الحربين العالميتين والحرب الباردة ومن أشهر الشخصيات المبتدعة في هذا الشأن شخصية جيمس بوند وشيرلوك هولمز.

## النمط
غالبية القصص البوليسية ذات نمط واحد، سواء كانت الحكاية رواية أو قصة طويلة، أو رواية قصيرة أو قصة قصيرة. ويتتبّع الشرطي السري مفاتيح الألغاز، وقد يكتشف أحيانًا جرائم أخرى. وتبلغ القصّة ذروتها عندما يكشف الشرطي السري عن المجرم، ويخبرنا كيف تم حل اللغز.
ومن نمط القصة البوليسيّة تطورت تقاليد أو قواعد معينة. إذ يتوقع من المؤلف التّعامل بعدالة مع القارئ، أي أنه يجب إعطاء القارئ تمامًا المعلومات ذاتها التي يستخدمها الشرطي السري في العثور على الجاني. وبإمكان القراء النظر إلى القصة على أنها معركة ذكاء بينهم وبين المحقق السري.

## تاريخ القصة البوليسية

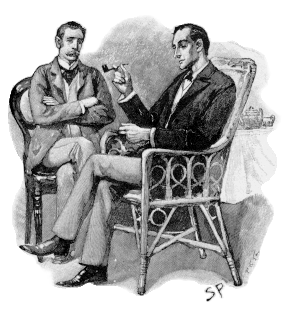
المحقق شرلوك هولمز والدكتور واتسون كما رسمهما سيدني باجيت

بدأت القصة البوليسية مع إدغار ألان بو في روايته حوادث القتل في شارع مستودع الجثث عام 1841 وبهذه القصة ورواية لغز ماري روجيه ورواية الرسالة المسروقة، سنّ بو، دُون عونٍ من أحدٍ، السُّنّة الأدبيّة للقصص البوليسيّة الخياليّة. أمّا شرطيُّه السّريّ فكان أوجست ديوبن، الهاوي اللامع الذي يستخدم المنطق في حلّ الألغاز.
وحاول تشارلز ديكنز أن يتبع شكلاً جديدًا في روايته المنزل الكئيب 1852 - 1853 وروايته التي لم تكتمل وهي لغز إدوين درود. أما رواية ويلكي كولينز المسماة حجر القمر (1868) فكانت من أهم الروايات البوليسية الأولى. وظهر شرلوك هولمز ورفيقه الدكتور جون واطسون عام 1887 في رواية السّير آرثر كونان دويل التي عنوانها دراسة قرمزية. وهولمز أشهر الشخصيات في القصص الخيالية البوليسية وكانت السنوات الأولى من القرن العشرين فترة إثارة وأَصالة في القصص الخيالية البوليسية. ابتكر الكاتب الأمريكي جاك فوتريل شخصية اسمها الآلة المفكرة، كما أَدخلت البارونة أوركزي المجرية المولد شخصيَّة «العجوز الذي في الزَّاوية». وقد شهدت الفترة بين عامي 1925 - 1935 نشر أول المؤلَّفات المهمة لكتَّأب القصص البوليسية مثل مارجري ألينغهام، ونيكولاس بليك، وجون ديكسون كار، والسيدة أجاثا كريستي، وإيرل ستانلي جاردنر، وداشييل هاميت، ومايكل إنس، وفي عشرينيات القرن العشرين أدخلت مجلة القناع الأَسود طرازا أَمريكيا واضحا من الألغاز، كثيرًا ما يسمي الشرطي السري الخاص، أو الأَلغاز «الواقعيَّة». وتمحورت هذه القصص حول شرطيٍّ سرِّي بطل شديد المراس، والإجراءات المشوقة والعنف والأسلوب القصصي النابض بالحياة. وتَزَعَّم هذه الحركة داشييل هاميت في العشرينيات وتبعه ريموند تشاندلر بعد عقد من الزَّمان. وما زال هذا الأُسلوب يلقى رواجًا واسعًا هذه الأَيام.

## الروايات البوليسية
انتشرت كتابة الروايات البوليسية في العالم كله، وارتبطت بظاهرة خاصة، هي رجال التحري الذين يعملون بصورة مستقلة عن الشرطة ويتعاون مع رجالها أحيانا، وأصبحت شخصيات كثيرين من رجال التحري ذات شهرة عالمية.
من أشهر كتاب الأدب البوليسي البريطانيان آرثر كونان دويل مبتكر رجل التحري الشهير شرلوك هولمز، وأغاثا كريستي أشهر كُتاب الأدب البوليسي، وصاحبة شخصية رجل التحري ذي الخلايا الرمادية المتفوقة هيركيول بوارو، وشخصية العانس العجوز التي تحل القضايا الغامضة في محيطها الآنسة ماربل بالإضافة إلى شخصيات أُخرى أقل شهرة كالكاتب الأميركي ستيف مارتيني.
من أشهر كتاب الرواية البوليسية جورج سيمنون أوم بالفرنسية، واشتهر بابتكاره شخصية المحقق ميغريه.

## الروايات البوليسية للمراهقين
وبعد أن انتشرت فكرة الروايات البوليسية في شتى أنحاء العالم خرج الكاتب غوشو أوياما بابتكار التحري الصغير المحقق كونان ولكن كانت مجرد قصص على صفحات كأي قصة بوليسية أخرى ثم لمعت فكرة التلفاز فكانت حلقات المسلسل تعرض على التلفاز الياباني منذ عام 1996 نشرت في اليابان بعنوان المحقق كونان كما نشرت في العالم الغربي بعنوان أغلقت القضية (بالإنجليزية: Case Closed).